# كراب غيم
كراب غيم (بالإنجليزية: Crab Game)‏ هي لعبة فيديو مجانية من تطوير ونشر داني، صدرت في 29 أكتوبر 2021 وتعمل على أجهزة ويندوز، ماك أو إس ولينكس. فكرة اللعبة مقتبسة بالكامل من المسلسل الكوري لعبة الحبار بحيث أنه على اللاعب إنهاء بعض الألعاب والتحديات التي تواجدت في المسلسل للفوز والبقاء على قيد الحياة.